# Arrondissement de Dingolfing-Landau
L'arrondissement de Dingolfing-Landau est un arrondissement  (Landkreis en allemand) de Bavière   (Allemagne) situé dans le district (Regierungsbezirk en allemand) de Basse-Bavière. 
Son chef lieu est Dingolfing.

## Villes, communes & communautés d'administration
(nombre d'habitants en 2006)
| Städte 1. Dingolfing (18 443) 2. Landau an der Isar (12 862) Märkte 1. Eichendorf (6 579) 2. Frontenhausen (4 401) 3. Pilsting (6 199) 4. Reisbach (7 578) 5. Simbach (3 658) 6. Wallersdorf (6 754) Pas de Gemeindefreie Gebiete | Gemeinden 1. Gottfrieding (2 168) 2. Loiching (3 577) 3. Mamming (2 889) 4. Marklkofen (3 674) 5. Mengkofen (5 712) 6. Moosthenning (4 701) 7. Niederviehbach (2 491) Verwaltungsgemeinschaften 1. Mamming avec les communes membres Gottfrieding et Mamming |